# Magia sessuale

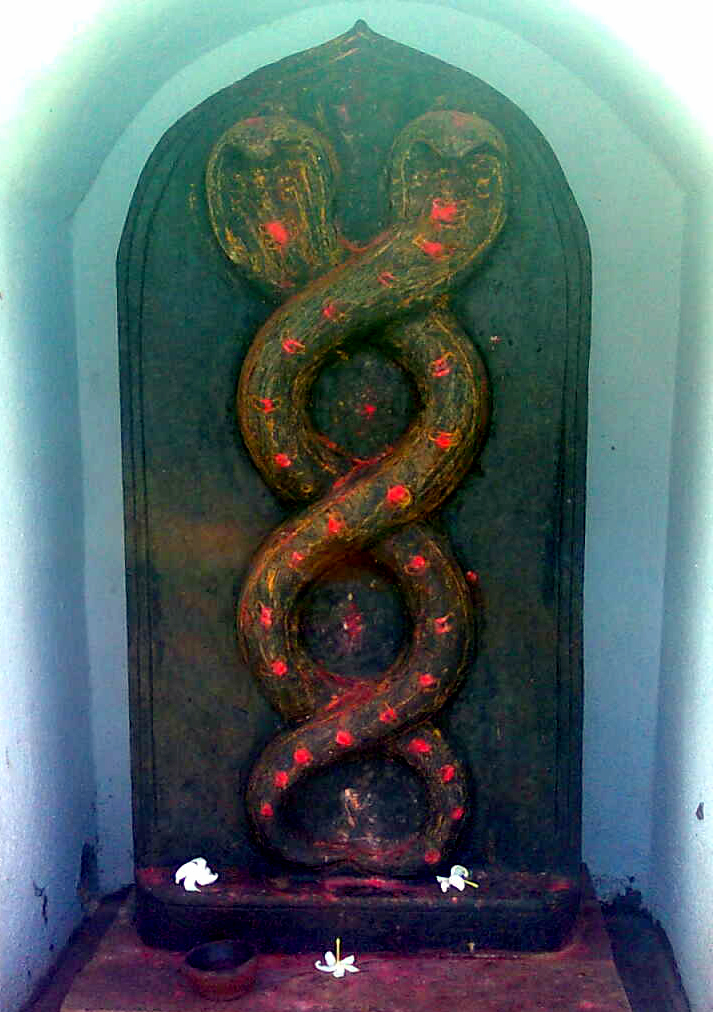
Divinità del serpente che rappresenta l'energia sessuale della kundalini, in un tempio del villaggio Pogallapalli nel distretto di Khammam in Andhra Pradesh (India)

Con magia sessuale s'intende qualsiasi rituale che utilizza l'attività sessuale per scopi magici o mistico-spirituali. La pratica della magia sessuale usa generalmente l'energia scaturita dall'orgasmo, o comunque quella in latenza presente nello stato di eccitazione sessuale, per raggiungere il risultato magico desiderato.
Premessa d'ogni tipo di magia sessuale è il concetto che l'energia prodotta dalla sessualità sia una delle forze più potenti possedute dagli esseri umani, e che possa essere sfruttata per ottenere una condizione di trascendenza rispetto alla normale percezione della realtà.

## Premessa
Magia e sessualità si trovano collegate fra loro fin dalla preistoria. In occidente riti magici sessuali erano praticati da varie sette gnostiche, dai carpocraziani ai fibioniti. A volte il "sesso magico" viene anche, al giorno d'oggi, associato con il Kundalini Yoga.

### I due sentieri
Il cosiddetto «Sentiero della Mano Sinistra» sostiene che l'orgasmo deve essere ritardato fino a quando lo consente la propria energia, in modo che possa essere visualizzato ed espulso attraverso gli occhi dei praticanti, alterandone così la realtà di veglia e portandoli a stati alternativi di coscienza.
In alternativa, il «Sentiero della Mano Destra» sostiene che l'orgasmo è l'antitesi della sublimazione sessuale. In questo contesto, l'orgasmo non è solo ritardato, ma superato a favore di quelli che i suoi praticanti considerano energie superiori. Il percorso della mano destra non consente pratiche come la masturbazione e l'omosessualità.

## Paschal Beverly Randolph
Le prime annotazioni pratiche riguardanti l'insegnamento della magia sessuale nel mondo occidentale provengono dall'occultista ottocentesco statunitense P.B. Randolph. Nel suo libro intitolato The Mysteries of Eulis dichiara: 
L'autore è stato qui fortemente influenzato dall'opera dei Rosacroce inglesi e dallo studioso britannico di simbolismo fallico - nonché affiliato alla massoneria - Hargrave Jennings (1817-90).

## Ida Craddock
Nella seconda metà del XIX secolo l'avvocatessa e riformatrice sociale a favore dei diritti delle donne Ida Craddock (1857-1902) pubblicò diverse opere che si occupavano di sessualità sacra, in particolare è degno di nota il suo Heavenly Bridegrooms and Psychic Wedlock. Aleister Crowley recensì il libro nelle pagine della sua rivista The Equinox, affermando che si trattava di "uno dei più notevoli documenti umani mai prodotto e dovrebbe sicuramente trovare un editore regolare in forma di libro. L'autrice del manoscritto sostiene esser stata la moglie di un angelo, esponendo una filosofia connessa con questa tesi... è di valore incalcolabile per tutti gli studenti di materie occulte. Nessuna biblioteca Magick è completa senza di essa.".
Le tecniche sessuali indicate dalla Craddock nel proprio testo sono state successivamente riprodotte in Sex Magick dall'iniziato all'Ordo Templi Orientis Louis T. Culling.

## Ordo Templi Orientis
Carl Kellner, fondatore dell'Ordo Templi Orientis (O.T.O.) ha affermato di aver appreso le tecniche di magia sessuale da tre adepti in quest'arte. A partire dal 1904 i primi riferimenti a questi segreti hanno iniziato a comparire in un oscuro periodico tedesco d'ispirazione massonica chiamato Oriflamme. Nel 1912 i redattori annunziavano: "Il nostro ordine possiede la chiave che apre tutte le porte dei segreti ermetici dell'arte massonica, vale a dire, gli insegnamenti di magia sessuale e questo insegnamento spiega, senza eccezione, tutti i segreti della massoneria e di tutti i sistemi religiosi del mondo".

### Aleister Crowley
Crowley rimase coinvolto con Theodor Reuss nell'OTO in seguito alla pubblicazione di The Book of Lies avvenuta tra il 1912 e l'anno seguente. Secondo il racconto fatto dallo stesso Crowley, Reuss gli si avvicinò accusandolo d'aver rivelato il segreto sessuale più nascosto dell'OTO in uno dei capitoli più criptici del libro; ora, quando fu chiaro a Reuss che Crowley aveva fatto ciò di cui lo accusava del tutto involontariamente, lo iniziò al nono grado dell'Ordo nominandolo al contempo Sovrano e Gran Maestro generale d'Irlanda e di tutti i Britanni.
L'insegnamento della magia sessuale era incluso nei gradi più alti dell'ordine iniziatico; quando lo stesso Crowley ne divenne capo ampliò questi insegnamenti associandoli con diversi gradi dell'organizzazione: quando si raggiungeva l'VIII grado venivano insegnate le tecniche magiche auto-sessuali, riguardanti pertanto la masturbazione denominata "lavoro minore del Sole". Al IX grado venivano insegnate le tecniche magiche riguardanti l'eterosessualità; mentre all'XI quelle riguardanti il sesso anale.

Il professore di religione comparata all'università statale dell'Ohio, Hugh Urban, ha notato l'enfasi che Crowley dà al sesso, da lui definito come essere il potere magico supremo. Secondo l'occultista il suo  
(Aleister Crowley, The Confessions of Aleister Crowley, ch. 87, New York, Farrar Straus & Giroux, 1970. ISBN 0-8090-3591-X)

#### Scritti sulla magia sessuale
Crowley ha scritto ampiamente sul tema della magia sessuale. Alcuni di questi lavori sono stati pubblicati e quindi messi a disposizione di tutti i lettori, altri invece rimanevano segreti e potevano esser ottenuti solamente dagli iniziati dell'OTO.
1. Liber IAO - (IAO. Sexual Magick). Fornisce tre metodi di realizzazione attraverso una serie voluta di pensieri: la forma attiva viene descritta nel Liber CCCXLV.
2. De Nuptis Secretis Deorum Cum Hominibus - Tratta della magia sessuale in generale.
3. Liber Stellae Rubeae - Secondo Crowley si tratta di un rituale segreto di magia sessuale velata dal simbolismo.
4. Liber Agape vel C vel Azoth - Il libro che rivela la verità sul Santo Graal e in cui si parla del vino del sabato degli adepti: contiene istruzioni sulle tecniche magiche eterosessuali.
5. Liber Cheth vel Vallum Abiegni - Anche qui si tratta di magia sessuale velata nel simbolismo.
6. Liber A'ash vel Capricorni Pneumatici - Analizza la natura della forza magica creativa nell'uomo, spiegando come risvegliarla e usarla in generale, così come i risultati particolari che si possono in tal modo ottenere.
7. The Book of Lies - Comprende alcune tecniche in linguaggio simbolico tra cui, nel cap.69, il sesso orale reciproco (cioè la posizione del 69) eseguito in stato di ebbrezza dovuta all'hashish.
8. The Paris Working - Una spiegazione delle tecniche magiche riferite all'omosessualità.
9. Energized Enthusiasm - Un saggio che sviluppa l'idea di creatività come fenomeno sessuale. Appositamente adattato per l'esecuzione dei compiti che dovrebbero portare al raggiungimento del perfetto controllo del corpo sottile di luce, lo sviluppo dell'intuizione e l'Hatha Yoga.

## Arnold Krumm-Heller
Secondo Samael Aun Weor, il medico e occultista rosacrociano tedesco Arnold Krumm-Heller ha insegnato la magia sessuale senza eiaculazione.

## Altro
Di magia sessuale si è occasionalmente occupato anche Julius Evola, soprattutto nel suo Metafisica del sesso.
Uno dei sistemi più elaborati di magia sessuale dell'occulto è quello elaborato nel lavoro di Dion Fortune.
Attraverso il contatto personale con Aleister Crowley ha acquisito i propri insegnamenti sessuali magici anche Gerald Gardner.
Tra gli autori che si sono occupati e che hanno sviluppato concetti relativi alla magia sessuale vi è anche Wilhelm Reich, il quale riteneva che la soppressione degli istinti sessuali sono la chiave di ogni violenza radicale di massa.